# Klauwsalamanders
Klauwsalamanders (Onychodactylus) zijn een geslacht van salamanders uit de familie Aziatische landsalamanders (Hynobiidae). De groep werd voor het eerst wetenschappelijk beschreven door Johann Jakob von Tschudi in 1838. Later werd de wetenschappelijke naam Onychopus gebruikt.
Er zijn tien soorten, waarvan er acht pas in 2012 of later voor het eerst wetenschappelijk zijn beschreven. In veel literatuur wordt daarom een soortenaantal van twee genoemd. Alle soorten komen voor in delen van Azië en leven in de landen China, Japan, Korea en uiterst oostelijk Rusland.

## Soorten
Geslacht Onychodactylus
- Soort Onychodactylus fischeri
- Soort Onychodactylus fuscus
- Soort Onychodactylus intermedius
- Soort Onychodactylus japonicus
- Soort Onychodactylus kinneburi
- Soort Onychodactylus koreanus
- Soort Onychodactylus nipponoborealis
- Soort Onychodactylus tsukubaensis
- Soort Onychodactylus zhangyapingi
- Soort Onychodactylus zhaoermii